# Gemini Suite Live
Gemini Suite Live — живий альбом англійського гурту Deep Purple, який вийшов у 1993 році.

## Композиції
1. First Movement: Guitar, Organ — 17:23+
2. Second Movement: Voice, Bass — 10:19+
3. Third Movement: Drums, Finale — 16:52

## Склад
- Ієн Гіллан — вокал
- Рітчі Блекмор — гітара
- Джон Лорд — клавішні
- Роджер Гловер — бас-гітара
- Іан Пейс — ударні